# Parc de la Boverie
Het Parc de la Boverie is een park in de stad Luik, gelegen op de zuidelijke punt van het eiland Outremeuse, tussen de Maas en het Luikse afwateringskanaal.
Het park werd in 1862 ontworpen door architect Julien Rémont en in 1863 ingehuldigd. Rémont kreeg de opdracht na een wedstrijd waarin hij het moest opnemen tegen onder anderen Jean Gindra en Édouard Keilig.
Het park was een van de belangrijkste locaties van de Wereldtentoonstelling van 1905 en van de Wereldtentoonstelling van 1930.
In het park bevinden zich het Congrespaleis van Luik uit 1958, een Holiday Inn hotel, meerdere watersportclubs en het Paleis voor Schone Kunsten van Luik uit 1905. Dit Paleis is de locatie van het  voormalig Museum voor moderne en hedendaagse kunst (MAMAC), nu het in 2016 geopende museum La Boverie. Ook sinds 2016 is het park voor fietsers en voetgangers via de Passerelle La Belle Liégeoise over de Maas rechtstreeks bereikbaar vanaf de stationswijk bij Luik-Guillemins.
De naam Boverie of Bouverie is Galloromaans en stamt van het Latijnse Bovaria en wijst op het verblijfsgebied van runderen. Het eiland is al van in de 14e eeuw een groene zone binnen de Luikse stadswallen.

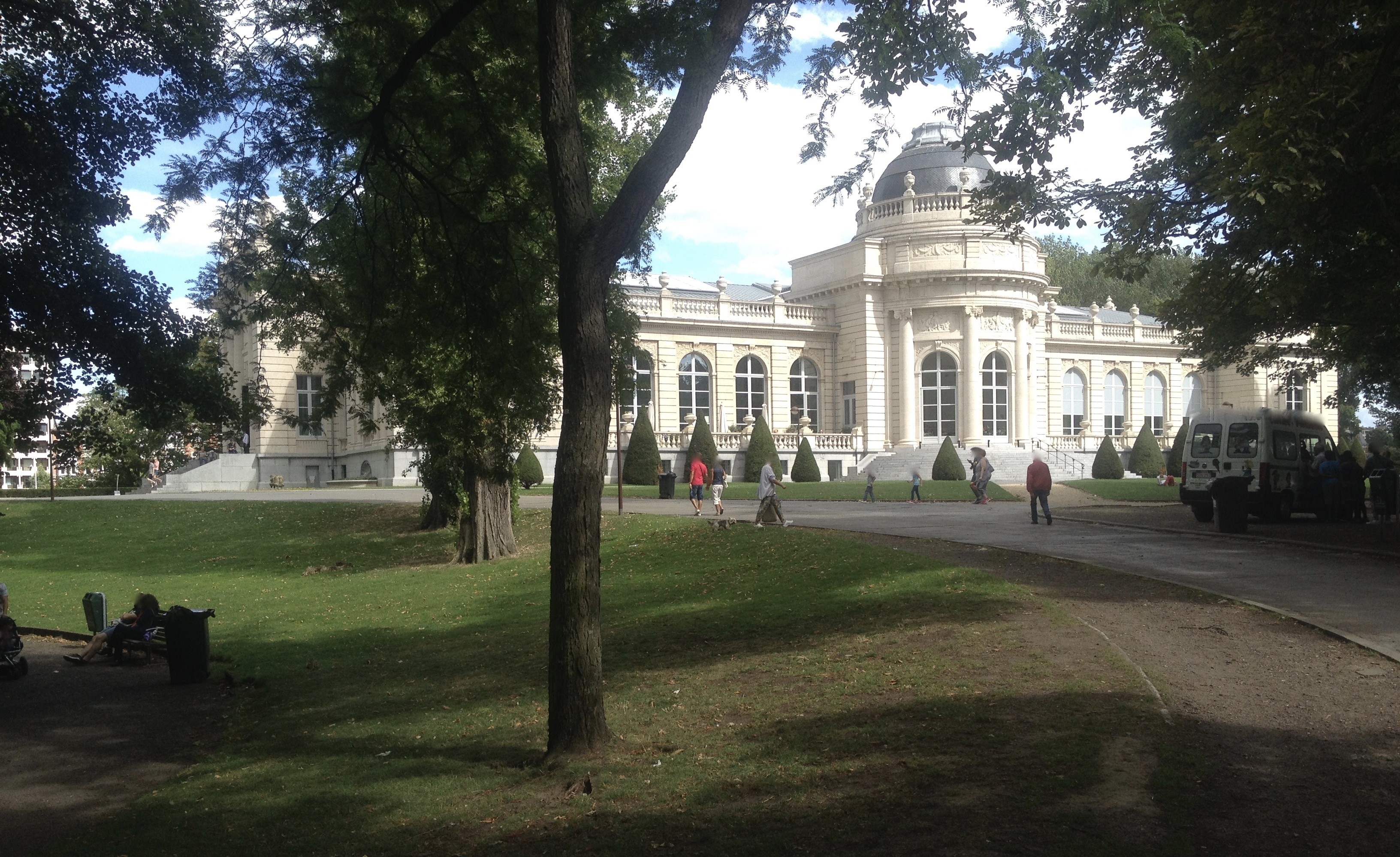
La Boverie
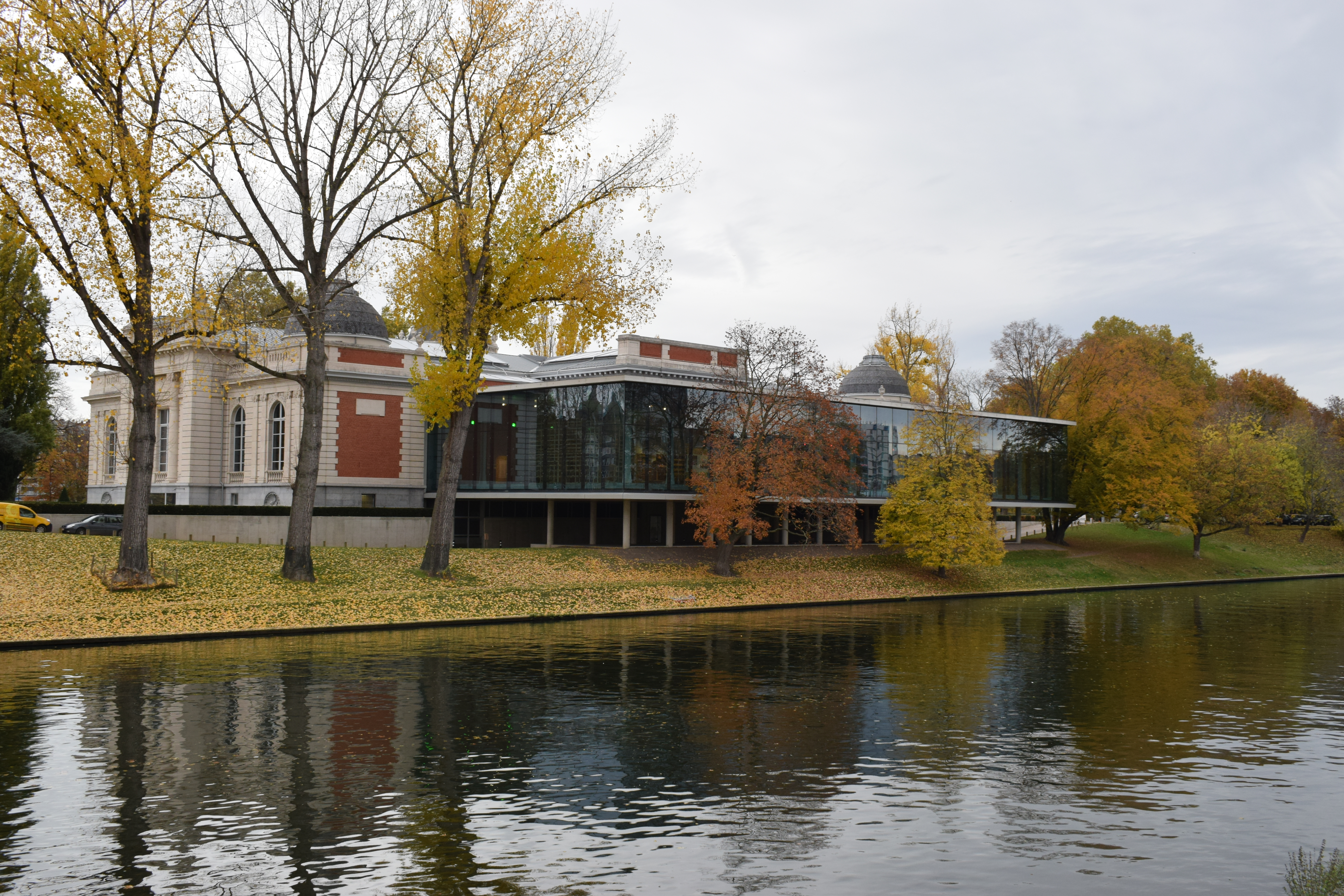
Nieuwbouw La Boverie
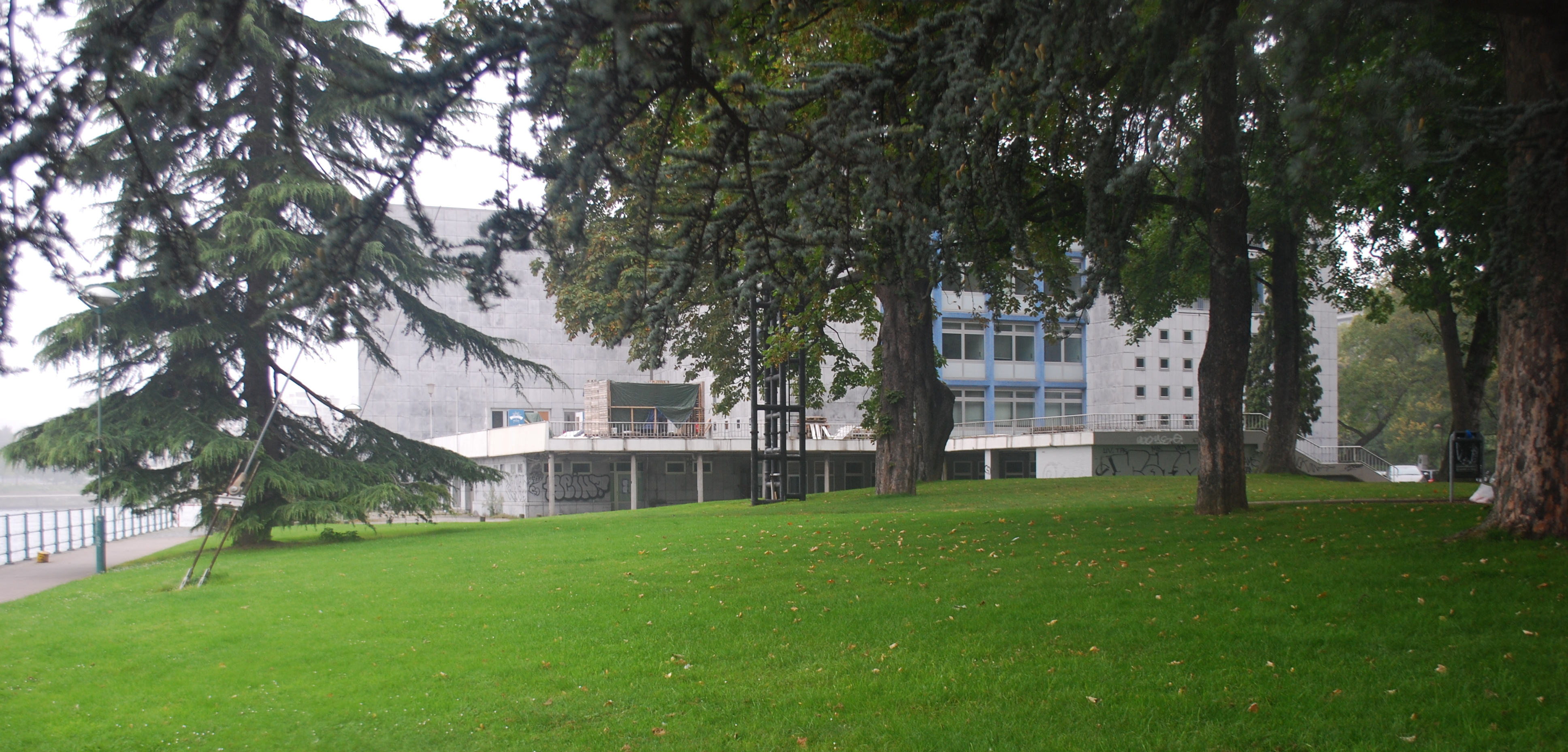
Palais des Congrès
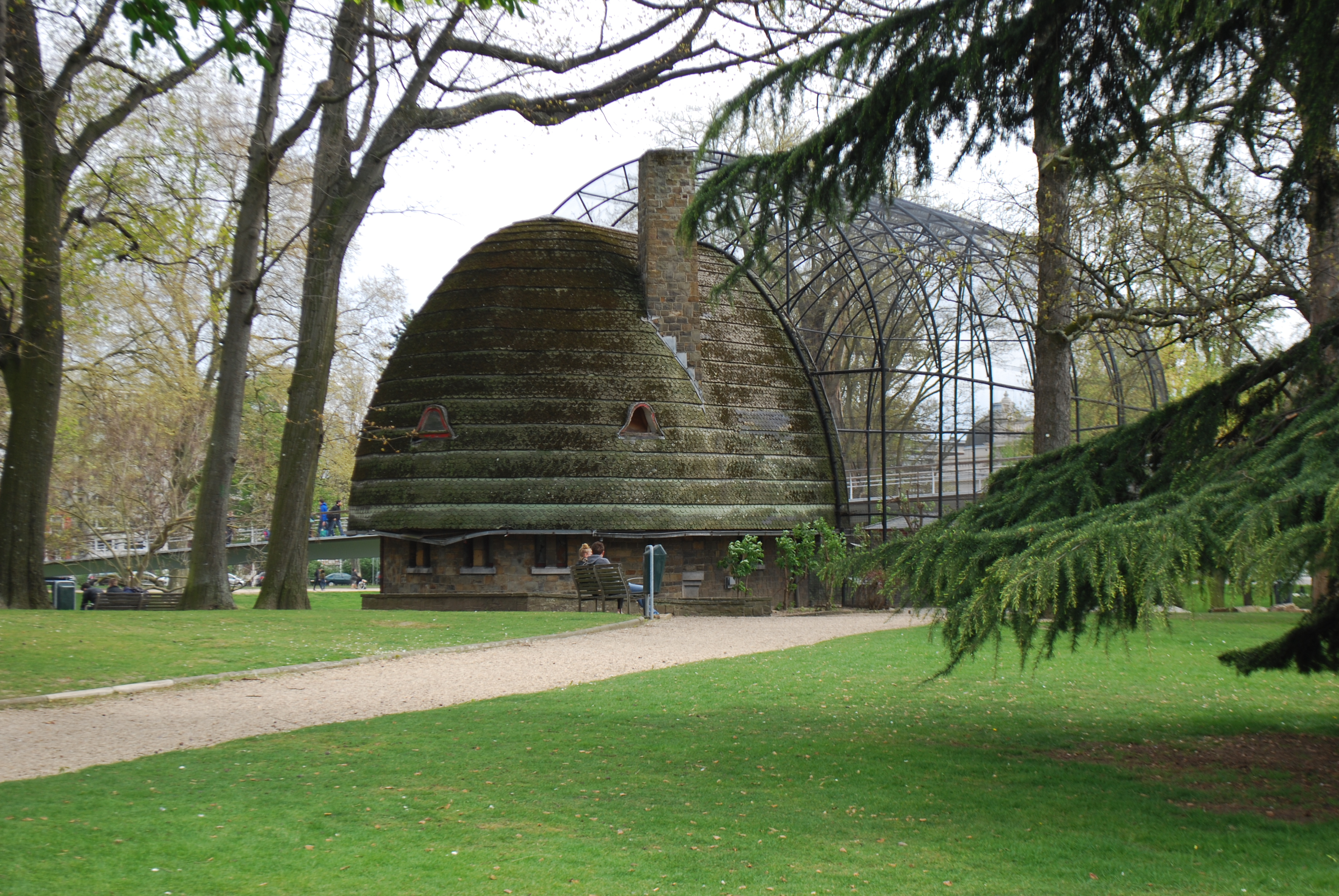
Aviarie (volière)
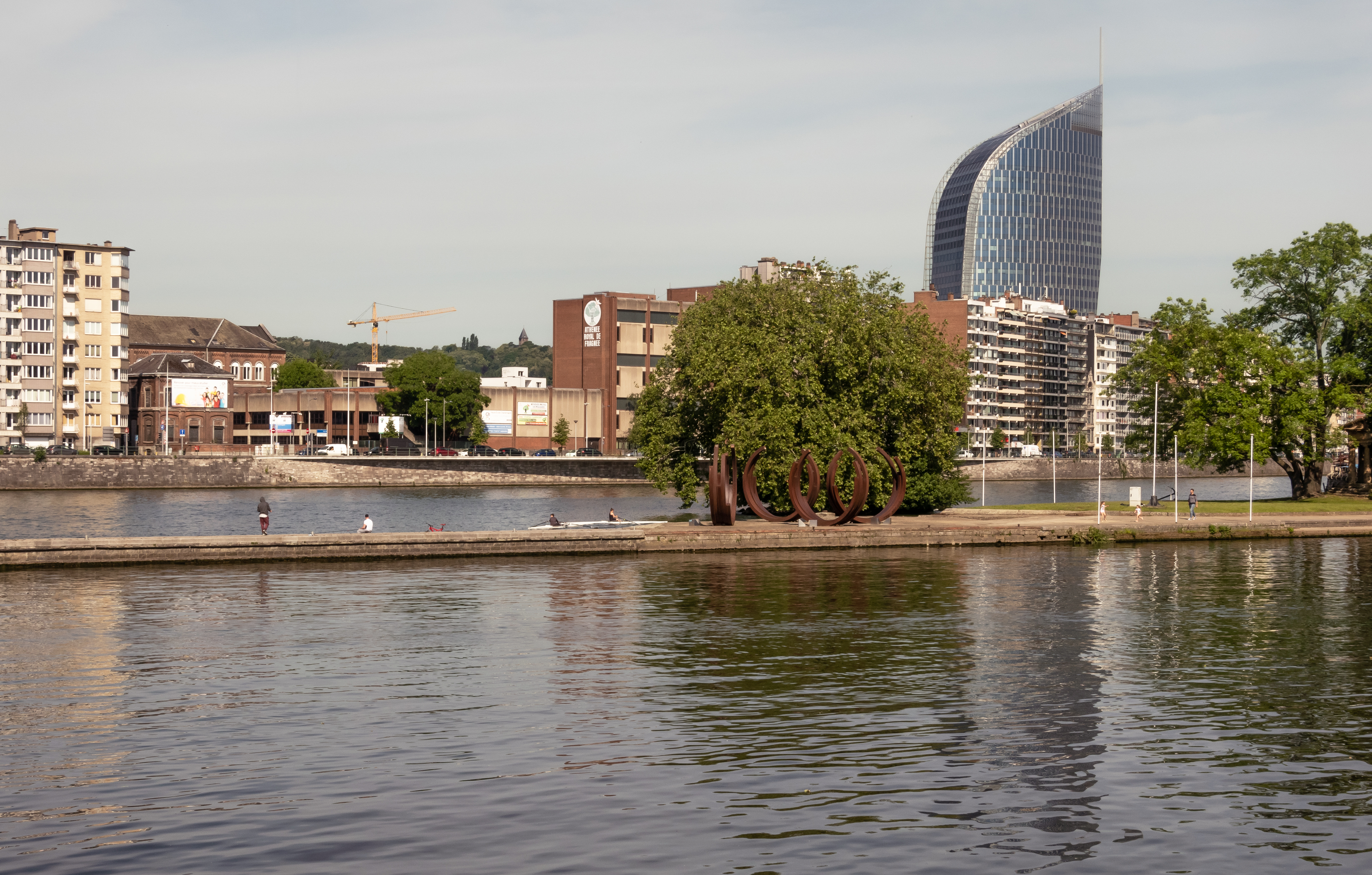
Sculptuur op het zuidpunt van Outremeuse